# Зієн Джонс
Зієн Джонс (англ. Zyen Jones; нар. 25 серпня 2000, Кларкстон, Джорджія, США) — американський футболіст, вінґер словацького клубу «Кошиці».

## Клубна кар'єра
Вихованець академії «Атланти Юнайтед», у 2018 році перейшов до німецького «Шальке 04», де виступав за юнацьку (U-19) команду. 19 квітня 2019 року приєднався до команди Чемпіонату USL «Шарлотт Індепенденс». Дебютував за нову команду наступного дня, замінив Марка Гілла в програному (0:3) матчі чемпіонату проти «Північної Кароліни». 20 січня 2020 року залишив команду.
Після декількох місяців перебування без клубу, у жовтні 2020 року перейшов до угорського «Ференцвароша», але виступав виключно за резервну команду. 6 вересня 2021 року «Ференцварош» відправив його в орендк на один рік до команди вищого дивізіону чемпіонату Словаччини «Спартак» (Трнава). 28 лютого 2022 року перейшов в оренду до норвезького «Тромсе».

## Кар'єра в збірній
Виступав за юнацькі та молодіжну збірні США. На міжнародному рівні має право грати за збірну Ямайки завдяки походженню батька.